# (85119) Hannieschaft
(85119) Hannieschaft est un astéroïde de la ceinture principale, de la famille de Hungaria.

## Description
(85119) Hannieschaft est un astéroïde de la ceinture principale, de la famille de Hungaria. Il présente une orbite caractérisée par un demi-grand axe de 1,92 UA, une excentricité de 0,14 et une inclinaison de 19,8° par rapport à l'écliptique.

## Compléments